# Varanus brevicauda
Il varano dalla coda corta (Varanus brevicauda Boulenger, 1898), o varano pigmeo, è la più piccola specie vivente della famiglia dei Varanidi e forse anche la più piccola mai vissuta sul pianeta, dato che non supera mai i 25 cm di lunghezza. Vive nelle regioni desertiche dell'Australia.
Il nome generico, Varanus, deriva dal termine arabo waral (ورل), che significa «guardiano». Il nome specifico è formato dall'unione di due parole latine: brevis, «corta», e cauda, «coda».

## Descrizione
Il varano dalla coda corta si distingue non solo per essere il più piccolo rappresentante della famiglia, ma anche quale unica specie la cui coda (larga e debolmente spinosa) ha una lunghezza inferiore a quella della regione testa-tronco. Ha il dorso rossastro o giallo-marrone, a macchie bianche e scure, e il ventre più chiaro.

## Distribuzione e habitat
Il varano dalla coda corta è diffuso in tutta l'Australia centrale, dalle coste dell'Australia Occidentale, attraverso l'interno del Territorio del Nord e le regioni nord-occidentali dell'Australia Meridionale, fino al Queensland occidentale. Scava gallerie in terreni sabbiosi e ghiaiosi, in regioni dominate dallo spinifex (genere Triodia). Questa creatura terricola è riservata e solo raramente viene avvistata mentre si aggira sul terreno; quasi sempre si incontra mentre scava le sue gallerie.

## Biologia
In natura il varano dalla coda corta è un attivo procacciatore di cibo. Si nutre di insetti, uova di rettili, ragni, scorpioni, piccole lucertole e, talvolta, rane e piccoli serpenti. Nonostante le dimensioni, è un predatore ardito e feroce.
Si accoppia in settembre e ottobre, dopo il periodo di ibernazione, e depone le uova a partire da febbraio. Ogni nidiata è composta di solito da due o tre uova, ma in alcune regioni costiere ne vengono deposte anche cinque. Nelle annate più aride, quando il cibo è scarso, la riproduzione non avviene affatto.

## Conservazione
La minaccia principale per il varano dalla coda corta è costituita dalla predazione da parte di animali più grandi.